# Sojuz 19
Sojuz 19 (ryska: Союз-19) var en flygning i det sovjetiska rymdprogrammet. Sojuz 19 ingick i Apollo-Sojuz-testprojektet och dockade med en amerikansk Apollofarkost i juli 1975. Farkosten sköts upp med en Sojuz U-raket från Kosmodromen i Bajkonur den 15 juli 1975. Man dockade med Apollo den 17 juli 1975 och tillbringade nästan två dagar tillsammans. Man lämnade Apollo den 19 juli 1975 och  återinträdde i jordens atmosfär och landade i Sovjetunionen den 21 juli 1975.